# Casper Janebrink
Dennis Casper Janebrink, född 2 januari 1970 i Biskopsgårdens församling i Göteborg, är en svensk musiker och frontfigur i dansbandet Arvingarna. Han har även haft uppdrag som programledare, främst i Bingolotto.
Casper Janebrink är son till dansbandsmusikern Dennis Janebrink och Ing-Marie, ogift Johansson och bror till  Christopher Janebrink (Trummis i Glennartz). Han växte upp i Partille. Han är basist och sångare i dansbandet Arvingarna, vars låt "Eloise" bland annat vann Melodifestivalen 1993. Tillsammans med gruppen har han tävlat i Melodifestivalen sju gånger.
År 2011 tävlade han i TV-programmet Körslaget med en kör från hemkommunen Partille. År 2018 vann han underhållningsprogrammet Stjärnornas stjärna som sändes på TV4. Han var programledare för Bingolotto den 7 februari 2016 samt för Bingolottos nyårsbingo den 31 december 2020. Han var även bisittare för Bingolottos uppesittarkväll den 23 december 2020. Under hösten 2021 var Janebrink en av artisterna som medverkade i den tolfte säsongen av Så mycket bättre.